# Stelzen (Tanna)
Stelzen is een dorp in de Duitse gemeente Tanna in het Saale-Orla-Kreis in Thüringen. Het dorp was tot 1997 een zelfstandige gemeente. Bij het dorp ligt het gehucht Spielmes dat ook deel was van de vroegere gemeente Stelzen.
Stelzen wordt voor het eerst genoemd in een oorkonde uit 1279. De huidige dorpskerk werd gebouwd in 1806 op de plek waar al eerder een kerk stond.